# Тешево
Тешево су насељено мјесто у Босни и Херцеговини у општини Какањ које административно припада Федерацији Босне и Херцеговине. Према попису становништва из 1991. у насељу је живјело 351 становника.

## Становништво
По последњем службеном попису становништва из 1991. године, Тешево је имало 351 становника. Сви становници су били Хрвати.